# Anaxarc
Anaxarc o Anaxarcos, en grec antic Ἀναξάρχος, fou un filòsof grec d'Abdera de l'escola de Demòcrit que va viure a la segona meitat del segle iv aC. Era deixeble de Diògenes d'Esmirna.
Va acompanyar a Alexandre el Gran a Àsia i va guanyar el seu favor. Pel seu amor als plaers fou anomenat εὐδαιμονικός (l'home feliç). Va consolar a Alexandre després que aquest va matar Clito el Negre, un dels seus generals i molt estimat. Mort Alexandre, Anaxarc anava en una nau quan va caure en mans de Nicocreon rei de Xipre al que havia ofès greument. El rei el va fer llençar dins d'un morter perquè el colpegessin amb maces de ferro. Anaxarc, sense preocupar-se del càstig, va dir: "Podràs esclafar l'embolcall d'Anaxarc, però a Anaxarc no l'esclafaràs". Quan Nicocreon va donar l'ordre de què li tallessin la llengua, es diu que ell mateix se la va tallar d'una mossegada i la va escopir a la cara del rei.
La seva filosofia anomenava el final de la vida εὐδαιμονία (felicitat); dirigia una secta esmentada com εὐδαιμονικοί, de la que fou l'únic membre conegut.